# A remageni híd
A remageni híd (eredeti angol címe The Bridge at Remagen) egy 1969-ben bemutatott színes amerikai háborús mozifilm, John Guillermin rendezésében, George Segal, Ben Gazzara és Robert Vaughn főszereplésével. A forgatókönyv alapja Ken Hechler amerikai író és politikus 1957-ben kiadott, „The Bridge at Remagen: The Amazing Story of March 7, 1945” című háborús élménybeszámolója, amelyet a szerző a híd csatájában részt vett bajtársainak elbeszélése alapján állított össze. A cselekmény történelmi háttere a második világháború végső szakaszában, 1945. március 7-én Bonntól mintegy 20 km-re lezajlott „remageni hídcsata”, amelynek során az amerikai 9. páncélos hadosztály egyik előőrse elérte és egy héten át tartó heves ütközetben elfoglalta a Remagen és Erpel között fekvő, a Rajnán átívelő vasúti átkelőt, a „Ludendorff-hidat”,  melyen át a következő 24 órában jelentős amerikai erők keltek át a folyó jobb (keleti) partjára, lehetővé téve a benyomulást Németország belsejébe. A film készítői a jelentős hatású hadi eseményt időben összeszűkítve mutatják be, a hangsúlyt az emberi erőfeszítésekre és áldozatokra helyezve.

## Cselekmény
1945 március elején a náci Német Birodalom a katonai összeomlás szélén áll. Keleten a szovjet Vörös Hadsereg Berlin felé vonul, nyugaton az amerikaiak Koblenz és Bonn térségében elértéka Rajnát. Az oberkasseli hidat a németek az utolsó pillanatban, az érkező amerikaiak szeme láttára robbantják fel. A folyón egyetlen járható híd marad, a Ludendorff-híd Remagen és Erpel között, az egyetlen menekülési út a nyugati parton harcolva visszavonuló 75000 Wehrmacht-katona (a 15. német hadsereg maradványai) és a civil menekülők számára. Ez a híd válik az amerikaiak fő célpontjává is.
Shinner amerikai tábornok el akarja vágni a visszavonuló németeket az egyetlen járható hídtól, ezért gyors előrenyomulást rendel el csapatainak Meckenheimen át Remagen felé. Rajnai átkelésre nem gondol, mert úgy tartja, a hidat vagy a németek robbantják fel, vagy az amerikai légierő bombázza le.
A tábornok a becsvágyó Barnes őrnagy zászlóalját jelöli ki a támadásra. A száguldó oszlopot az elővigyázatlan Colt százados vezeti, akit az első német tanyánál kilőnek. A század parancsnokságát Hartman hadnagy veszi át, saját szakaszának vezetését átadja az ügyeskedő, tolvaj Angelo őrmesternek, aki a halott katonákat is rendszeresen kifosztja.
A rajnai német erők parancsnoka, von Brock tábornok az utolsó pillanatig nyitva akarja tartani a hidat, hogy minél több katonát biztonságba juttathasson. Hitler azonban bármi áron meg akarja előzni, hogy az amerikaiak átkelhessenek a Rajnán, ezért közvetlen parancsot küld a tábornoknak, hogy azonnal robbantsa fel a hidat, ne várja be az amerikaiak közeledését. A tábornok tiltakozik, mert ez a nyugati parton rekedő 15. hadsereg pusztulását jelentené, de a berlini központ elutasítja. Von Brock ekkor régi barátját, a tapasztalt Krüger őrnagyot nevezi ki a hídőrség parancsnokává azzal a késéssel, hogy a hivatalos parancs ellenére tartsa nyitva a hidat, ameddig csak lehetséges.
A Remagenbe érkező Krüger őrnagyot Schmidt százados, a hídőrség parancsnoka tájékoztatja, hogy a Von Brock által közölt 1600 helyett mindössze 200 embere van, nagy részük tartalékos. A többieket elvezényelték. Az ígért páncélos támogatás is elmarad. Holzgang városi tanácsos, a helyi náci párttitkár, akinek fia Sztálingrádnál elesett, megtagadja, hogy polgárőröket szedjen össze a város védelmére. A műszakiak a kért katonai robbanóanyag helyett gyenge minőségű ipari robbanóanyagot kapnak, ebből a híd aláaknázásához dupla mennyiségű töltetre lenne szükség. Az amerikai légierő bombázza a hidat, majd a hadsereg elfoglalja Remagent. Holzgangék fehér zászlót tűznek ki, de ablakukból egy fiatal gyerek tüzet nyit az amerikaiakra, Angelo őrmester agyonlövi. Hartman hadnagy megtiltja Angelónak, hogy kirabolja a halott gyereket. Angelo ráfogja fegyverét Hartmanra, de végül meghunyászkodik. Holzgang tanácsos azzal védekezik, hogy a fiúkat évek óta erőszakra nevelik a Hitlerjugendben, és ő maga hiába tiltotta meg a srácnak, hogy fegyvert fogjon. Hartman látja Holzgang zakóján a nácipárt jelvényét, és megvetően otthagyja.
A várost elfoglaló amerikaiak a templomtoronyból meglátják, hogy a híd még mindig épségben áll. Barnes őrnagy harckocsi ágyúk tüzével akarja lerombolni a hibat, de Shinner tábornok felismeri a váratlan stratégiai esélyt: a Rajnán való gyors átkelés megrövidítheti a háborút. Parancsot ad a híd megrohamozására és elfoglalására, a hídrobbantás megakadályozására. Barnes őrnagy ismét Hartman hadnagy megritkított századát küldi támadásba. Hartman és emberei súlyos veszteségek árán feljutnak a hídra és levágják a robbanótöltetek egy részét. Krüger elrendeli a híd felrobbantását, de ez elmarad, mert a gyújtókábel a bombázás során megsérült. Egy német műszaki tiszt a golyózáporban eljut a tartalék gyújtózsinórhoz és meggyújtja azt. A robbanás bekövetkezik, de az elégtelen robbanóerő miatt a híd csak megsérül, de állva marad, és kiújul a véres közelharc a híd birtoklásáért. Hartman szinte minden emberét elveszti a harcban.
Krüger őrnagy azt tervezi, hogy a megmaradt tartalékosokkal, sebesültekkel és ott rekedt civilekkel együtt elsáncolja magát a híd utáni vasúti alagútban. De már senki sem hajlandó tovább harcolni. Krüger lelő két dezertőrt, Schmidt százados is gyilkosnak bélyegzi. Mivel a telefonvonalak megszakadtak, Krüger őrnagy átadja a parancsnokságot Schmidt századosnak, ő maga személyesen indul von Brock tábornokhoz erősítésért.
A nyugati hídfőhöz megérkezik az amerikai páncélos erősítés. Hartman, aki összes emberét elveszítette, egyedül elindul, és a harckocsik előtt haladva gyalogosan átmegy a hídon. A németek nem lőnek rá, a túloldalon Schmidt százados fehér zászlóval várja. Az életben maradt védők megadják magukat. A német főhadiszálláson Krüger őrnagyot Gerlach SS-tábornok fogadja, aki Hitler közvetlen utasítására leváltotta és letartóztatta von Brock tábornokot. Gerlach felelősségre vonja Krüger őrnagyot a híd felrobbantásának elmaradásáért. Az őrnagy hiába hivatkozik arra, hogy silány minőségű robbanóanyagot kapott, Gerlach letartóztatja és rögtönítélő eljárásban agyonlöveti.
A film záróképein amerikai csapatok nagy erőkkel vonulnak át az elfoglalt Rajna-hídon, Németország belseje felé. Felirat tudatja a nézőkkel, hogy a súlyosan sérült híd nem bírta ki a terhelést, és elfoglalása után tíz nappal összeomlott.

## Szereposztás
| Szerep                          | Színész              | Magyar hangja (1. szinkron) |
| ------------------------------- | -------------------- | --------------------------- |
| Phil Hartman amerikai hadnagy   | George Segal         | Kőszegi Ákos                |
| Paul Krüger német őrnagy        | Robert Vaughn        | Haás Vander Péter           |
| Angelo amerikai őrmester        | Ben Gazzara          | Barabás Kiss Zoltán         |
| Barnes amerikai őrnagy          | Bradford Dillman     | Epres Attila                |
| Shinner amerikai dandártábornok | E.G. Marshall        | Rajhona Ádám                |
| Von Brock német vezérezredes    | Peter van Eyck       | Szersén Gyula               |
| Carl Schmidt német százados     | Hans Christian Blech | Uri István                  |
| Otto Baumann német százados     | Joachim Hansen       | Barbinek Péter              |
| Holzgang náci hivatalnok        | Heinz Reincke        | Várkonyi András             |
| Greta Holzgang, a felesége      | Sonja Ziemann        | N/A                         |
| Von Stürmer német tábornagy     | Richard Münch        | N/A                         |
| Gerlach SS-Obergruppenführer    | Günter Meisner       | N/A                         |

- További magyar hangok: Bolla Róbert, Kapácsy Miklós, Megyeri János, Szélyes Imre, Vári Attila.

## Gyártás

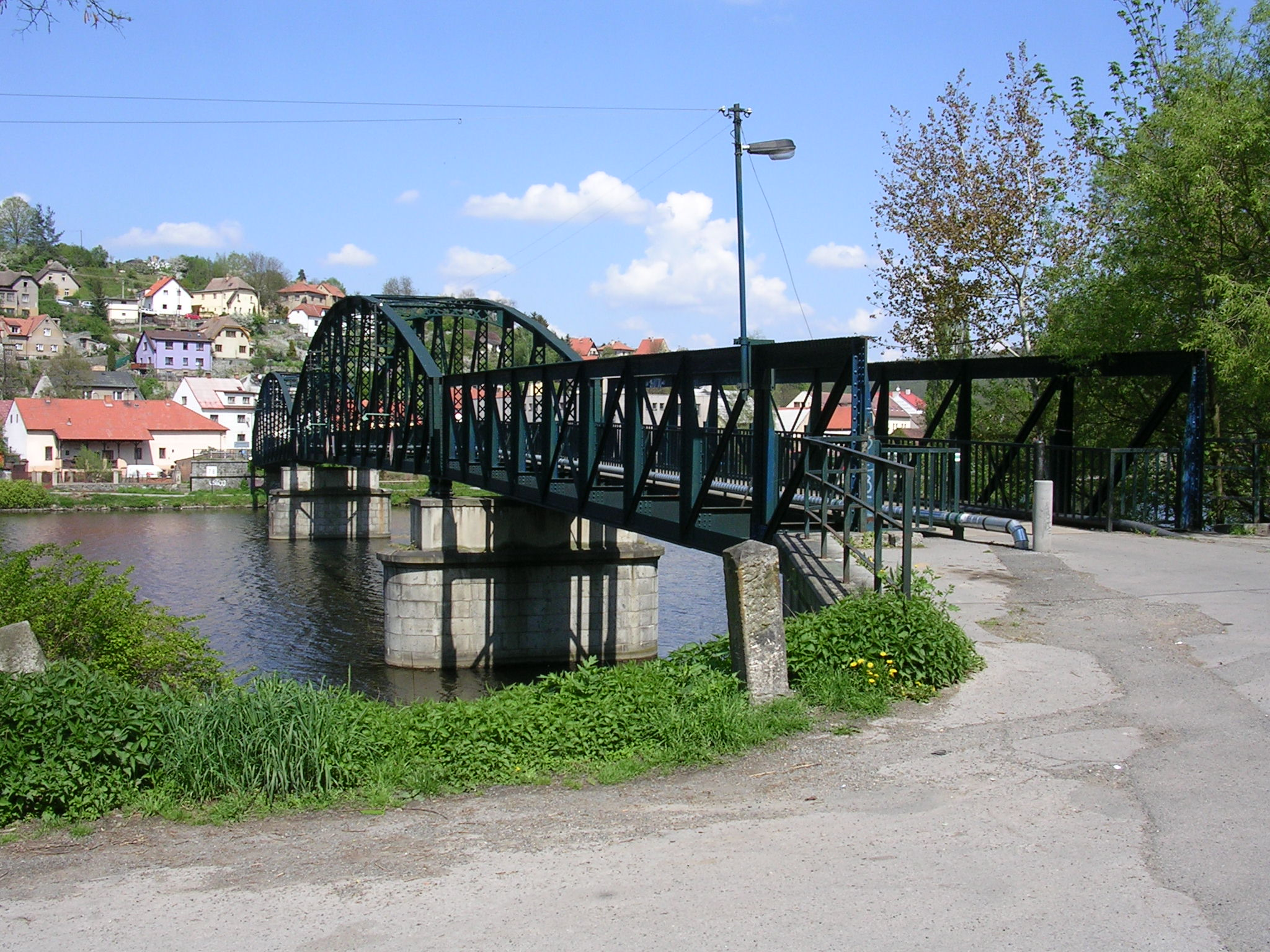
A davlei régi Vltava-híd (2008)

A forgatási munka 1968. június 6-án kezdődtek, költségcsökkentési okokból a kommunista Csehszlovákia területén. Ez volt az első amerikai film ebben az országban forgattak. Az amerikai páncélosokat, fél-lánctalpasokat és más világháborús katonai járműveket a nyugatnémet Bundeswehrtől, az osztrák Bundesheertől és a prágai Barrdanov Stúdióktól kölcsönözték. A Wehrmacht és USA-egyenruhába bújtatott fegyveres statiszták megjelenése, mozgása a Prágai tavasz eseményeivel egyidőben zajlott, a lakosság körében különféle legendák és híresztelések kaptak lábra. A szovjet katonai parancsnokság egy titkos amerikai–német beavatkozás előkészítését gyanította, és helikopterről többször ellenőrizték a forgatást. A csehszlovák hatóságok időnként elkobozták a különleges effektusokhoz hozott robbanóanyagokat. Az NDK állami hírközlő szervei is álcázott CIA-műveletről számoltak be.
A film igen realista módon ábrázolja Remagen város elpusztítását. Valójában Most város egy részét rombolták le, amelyet egy lignitbánya nyitása miatt lebontásra ítéltek, és máshol építették újjá. A remageni Ludendorff-híd képeit a davlei Öreg-hídon (starý davelský most) vették fel, amely a Vltava folyó fölött vezet át.
1968. augusztus 20-án, amikor bekövetkezett a Varsói Szerződés csapatainak katonai intervenciója, a forgatásnak csak egyharmadáig jutottak. A forgatócsoportnak sietve, még a határok lezárása előtt el kellett hagynia Csehszlovákiát, Ausztria és az NSZK irányában. Nagy értékű eszközöket és filmes nyersanyagokat voltak kénytelenek hátrahagyni.
A forgatást 1968 októberében hamburgi stúdiókban folytatták. 
A hídon játszódó végső jeleneteket Olaszországban, Castel Gandolfo városában vették fel.
David L. Wolper producer kötött ugyan biztosítást katonai invázió esetére, de a biztosító (szokás szerint) vitatta e biztosítási esemény bekövetkezését, mert a szovjet, magyar és a csehszlovák kormány egybehangzó hivatalos álláspontja szerint a szövetséges csapatokat maga a csehszlovák államvezetés hívta be, saját döntésével. A vita kompromisszummal zárult, Wolper csökkentett összegű kártérítést kapott a biztosítótól. Viszont, minden várakozással ellentétben, a szovjet megszálló hatóság később engedélyezte az Ausztriától kölcsönvett és Csehszlovákiában hátrahagyott amerikai katonai eszközök visszaszolgáltatását.

## Kapcsolat a valós hadi eseményekkel

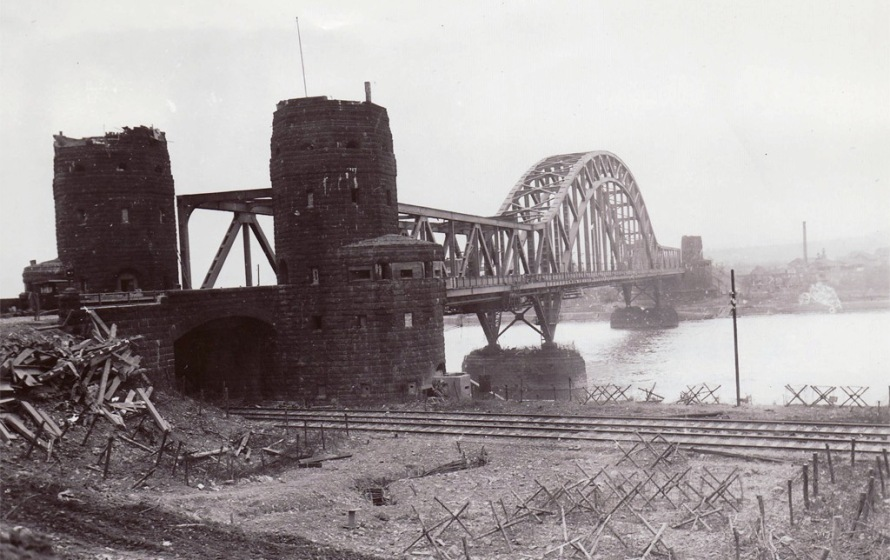
A Ludendorff-híd 1945. március 7-én

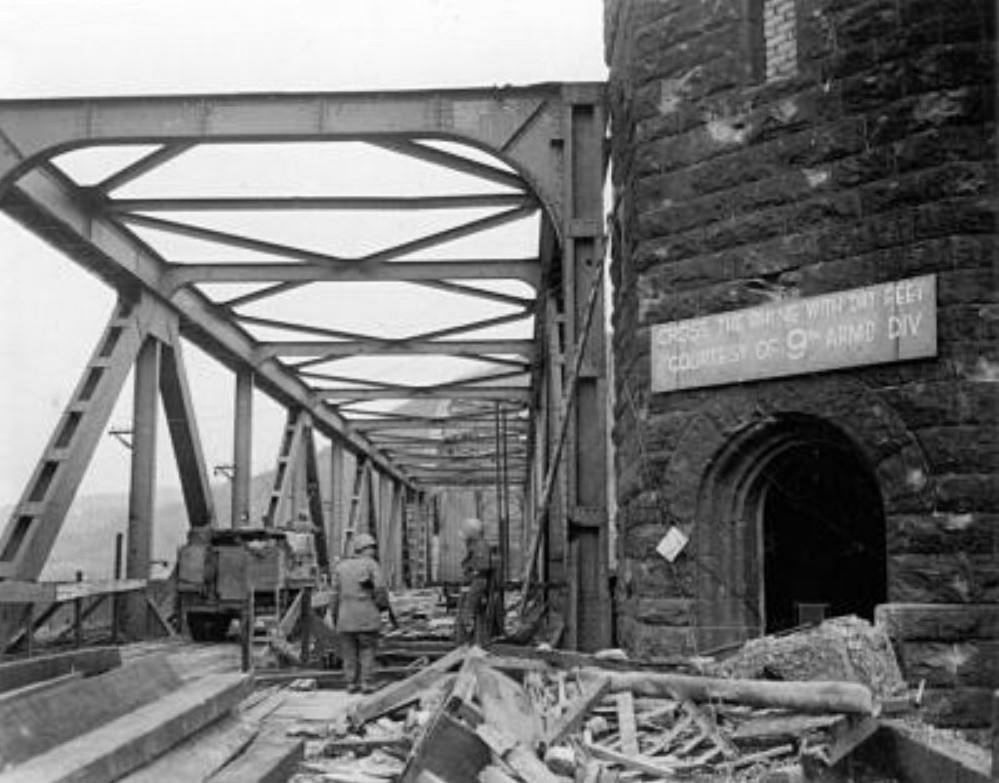
A filmben is szereplő felirat az elfoglalt hídon „Száraz lábbal kelünk át a Rajnán, a 9. páncélos hadosztály szívességéből”

A film kezdő jelenetében a száguldva közeledő amerikaiak orra előtt felrobbantják az oberkasseli hidat. A film úgy állítja be, mintha ezen a frontszakaszon, a Bonntól délre fekvő Oberkasselben történt volna. Valójában egy másik azonos nevű településen, az innen 80 km-re északra fekvő düsseldorfi Oberkassel hídját robbantották fel 1945. március 3-án, néhány nappal a remageni csata előtt.
Remagen és a környező dombok elfoglalásakor az amerikaiak nem ütköztek szervezett német ellenállásba, utcai harcra sem került sor, egyetlen amerikai sem esett el A híd ellen nem történt légitámadás, mert az időjárás ezen a napon ködös volt, az alacsonyan fekvő felhők lehetetlenné tették a légi tevékenységet.
A Remagennel szemben fekvő oldalon, az Erpeli-fennsíkon (a vasúti alagút fölötti dombháton) nem állomásoztak a filmben ábrázolt hosszú csövű, nehéz német páncéltörő lövegek, csak könnyű légelhárító ágyúk (FLAK-ok), melyek hatástalanok voltak páncélosok ellen.  Remagen térségében és az Erpeli-fennsíkon működött egy „Föhn” fedőnevű, legmodernebb légelhárító üteg, az akkor még szigorúan titkos Henschel-297-es rakéta-sorozatvetőkkel, ezek legtöbbje sértetlenül került az amerikaiak kezére.
A valós Timmermann (a filmbeli Hartman) hadnagy egysége nem a robbantási kísérlet előtt, versenyt futva az időben próbált átkelni a hídon, és nem is töltötték az időt robbanótöltetek leszerelésével. Az amerikaiak fedezékben várták a robbantást, és amikor látták, hogy az kudarcot vallott és a híd állva maradt, akkor a kialakult zűrzavarban veszteség nélkül átkeltek rajta és birtokba vették az alagúttal együtt. A fel nem robbant tölteteket később amerikai utászok szerelték le. Nem került sor a filmen ábrázolt bárka-támadásra sem.
A híd védelméért és időben történő felrobbantásáért felelős parancsnokot, valódi nevén Hans Scheller őrnagyot (a filmbeli Krügert) a híd elvesztése után néhány nappal a B Hadseregcsoport parancsnoka, Walter Model tábornagy személyesen tartóztatta le Neuwiedben és állította rögtönítélő hadbíróság elé. A filmbéli Gerlach SS-főmegbízott, aki Krügert letartóztatja, fiktív szereplő, aki a Hitler személyes utasítására 1945. március 9-én létrehozott „repülő haditörvényszékek” egyikét testesíti meg.

## Utalás valós szereplőkre
Amerikaiak
- Shinner amerikai tábornok (E. G. Marshall) alakját a valódi William M. Hoge(wd) dandártábornokról, a 9. páncélos hadosztály parancsnokától mintázták.
- Barnes amerikai őrnagyot (Bradford Dillman) a valódi Murray L. Deevers őrnagyról, a 9. hadosztály 27. gépesített gyalogos zászlóaljának parancsnokáról mintázták.
- Phil Hartman amerikai hadnagy (George Segal) valójában Karl H. Timmermann(wd) hadnagy, később főhadnagy, a 27. gépesített gyalogos zászlóalj tagja.
- Angelo amerikai őrmester (Ben Gazzara) két valódi őrmester, Alexander A. Drabik(wd) őrmester és Joseph DeLisio őrmester alakjának vegyítése.

Németek
- Von Brock német vezérezredes (Peter van Eyck) alakja emlékeztet a valódi Walter Botsch(wd) altábornagyra, a német LIII. hadtest vezénylő parancsnokára. Haditörvényszék elé került, de felmentették.
- Paul Krüger német őrnagy (Robert Vaughn), a híd védőinek parancsnoka valójában Hans Scheller őrnagy (kivégezték).
- Karl Schmidt német százados (Hans Christian Blech), a hídőrség parancsnoka a valódi Willi Bratge százados, aki amerikai fogságba került, a német „repülő haditörvényszék” őt is halálra ítélte, de távolléte miatt nem tudták végrehajtani. Bratge is túlélte a háborút.

## További információ
- A remageni híd a PORT.hu-n (magyarul)
- A remageni híd az Internetes Szinkronadatbázisban (magyarul)
- A remageni híd az Internet Movie Database-ben (angolul)
- A remageni híd a Rotten Tomatoeson (angolul)
- A remageni híd a Box Office Mojón (angolul)
- Le Pont de Remagen (1969) (francia nyelven). AlloCiné.fr
- Die Brücke von Remagen (Produktion 1968) (német nyelven). Filmdienst.de
- The Bridge at Remagen (1969). Collections Search British Film Institute (BFI.org.uk). (Hozzáférés: 2023. október 24.)